# Scuthvie Bay

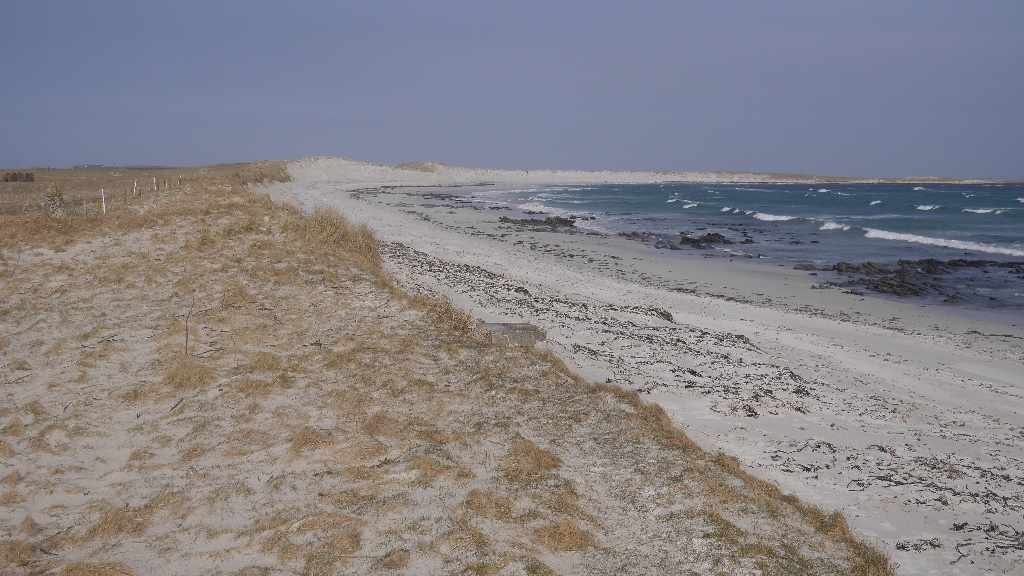
Am Strande der Bucht

Die Scuthvie Bay ist eine Bucht, die im Norden der zu Schottland zählenden Orkneyinseln liegt.

## Geographie
Die Scuthvie Bay liegt an der östlichen Küste der Insel Sanday, wo sie einen Ausläufer des North Ronaldsay Firth  bildet. Begrenzt wird sie durch den Tofts Ness im Nordwesten und den Start Point im Südosten. Weitere Buchten in der Nähe sind die Bay of Lopness im Südwesten und die Bay of Sandquoy im Nordwesten.

## Historisches
Im Rahmen der historischen Gliederung Schottlands in Civil Parishes zählt die Bay of Lopness zu Lady.